# 青皮刺
青皮刺（学名：Capparis sepiaria）是山柑科山柑属的植物。分布在斯里兰卡、澳大利亚、印度以及中国大陆的广西、广东、海南等地，常生长在低海拔至中海拔的海岸附近、干燥缓坡、旷野道旁、砂土地带的灌丛以及疏林中，目前尚未由人工引种栽培。

## 别名
公须花（海南），曲枝槌果藤（海南植物志）